# Barylestis occidentalis
Barylestis occidentalis là một loài nhện trong họ Sparassidae.
Loài này thuộc chi Barylestis. Barylestis occidentalis được Eugène Simon miêu tả năm 1887.